# Джебла (футбольний клуб)
«Джебла» (араб. نادي جبلة) — сирійський футбольний клуб з однойменного міста. Утворений 1958 року. Домашні матчі проводить на арені «Аль-Баат», що вміщає 10 000 глядачів. На цей момент виступає в Премє'р-лізі, найсильнішому дивізіоні Сирії. Чотири рази клуб перемагав у чемпіонаті Сирії та одного разу вигравав національний кубок.

## Досягнення
- Чемпіон Сирії (4) : 1987, 1988, 1989, 2000
- Володар Кубка Сирії (2) : 1999, 2021